# کینیچ جاناب پاکال
کینیچ جاناب پاکال (K'inich Janaab' Pakal) (مارس ۶۰۳ - آگوست ۶۸۳ میلادی)، امپراتور مایا در اواخر دورهٔ کلاسیک دوران پیشاکلمبی در گاه‌نگاری آمریکای مرکزی بود. دورهٔ او دوره شکوفایی فرهنگ و تمدن مایا بوده است. او پس از مادر خود ساک کوک به پادشاهی رسید. در دورهٔ زمامداری او، کتیبه‌ها و سنگ‌نوشته‌های بسیاری در پالنکه ساخته شد که تا به امروز باقی مانده‌اند.

## کتیبه درپوش قبر

کتیبه درپوش تابوت سنگی پاکال در معبد کتیبه‌ها.

درپوشی که برای تابوت او در معبد کتیبه‌ها بکار رفته، نمونهٔ نادر و گرانبهایی از هنر باستانی مایا است.
این کتیبه دارای مفاهیم نمادین بوده و اطراف آن حاشیه‌ای قرار دارد که علائم ستاره‌شناسی همچون خورشید، ماه، ستارگان و سرهای شش مرد اشراف‌زاده با رتبه‌های گوناگون در آن به تصویر کشیده شده‌است. تصویر مرکزی به نظر می‌رسد که درخت جهان را به شکلی صلیب‌وار به نمایش درآورده‌است و در زیر آن نشانهٔ صورت فلکی حیه قرار دارد.
برخی این کتیبه را نمایشی از دستگاهی عجیب دانسته‌اند که پاکال در آن نشسته و با اهرم‌ها و پدال‌هایی در حال کار است.